# The Legend of Billie Jean
The Legend of Billie Jean es una película de acción de 1985 dirigida por Matthew Robbins y protagonizada por Helen Slater, Keith Gordon, Christian Slater, Richard Bradford, Peter Coyote y Martha Gehman.
La película está inspirada en el tema "Billie Jean",canción de Michael Jackson estrenada en 1983.

## Sinopsis
Hubie Pyatt es un joven rico que un día roba y posteriormente destroza la apreciada motocicleta de Binx Davy. La hermana mayor de Binx, Billie Jean Davy, le reclama los 608 dólares que cuesta arreglarla. Tras una discusión,  dispara accidentalmente al señor Pyatt, padre de Hubie. Será entonces cuando Billie Jean, acompañada por sus amigas Ophelia y Putter, huyen de la ciudad iniciando una vida delictiva y llegando a convertirse en criminales. Billie Jean se convierte así en una leyenda de su tiempo, un símbolo de libertad para los jóvenes de cualquier parte.

## Argumento
Billie Jean Davy, una adolescente de Corpus Christi, Texas, viaja con su hermano menor, Binx, en su scooter Honda Elite a un lago local para ir a nadar. Al detenerse para tomar un batido, tienen que lidiar con Hubie Pyatt, un adolescente ruidoso del lugar, y sus amigos coqueteando con Billie Jean, pero Binx humilla a Hubie arrojándole un batido en la cara. Más tarde, en el lago, mientras Billie Jean le cuenta a Binx sobre el clima en Vermont, un lugar que siempre ha querido visitar, Hubie roba el scooter de Binx.
Mientras Binx va a recuperar su scooter más tarde esa noche, Billie Jean acude a las autoridades con sus amigos Putter y Ophelia. Informan del robo al detective Ringwald, quien los comprende pero los insta a esperar y ver cómo se desarrollan las cosas. Cuando Billie Jean regresa a casa, encuentra a Binx golpeado y su scooter gravemente dañado. Al día siguiente, Billie Jean, Binx y Ophelia van al taller del Sr. Pyatt para obtener la cantidad de $608 para reparar el scooter. Si bien inicialmente parece útil y comprensivo, Pyatt le propone a Billie Jean y luego intenta violarla.
Mientras tanto, Binx ha encontrado un arma en la caja registradora de la tienda, y cuando Billie Jean huye de la parte de atrás de la tienda, claramente angustiada, se la vuelve contra el Sr. Pyatt, quien le dice que el arma está descargada, pero Binx la dispara, hiriendo. Pyatt en el hombro. Se alejan corriendo de la tienda y se convierten en fugitivos.
Cuando Ringwald se da cuenta de que cometió un error al no escuchar a Billie Jean, la situación se está saliendo de control. Billie Jean solo quiere el dinero para arreglar el scooter de su hermano y una disculpa de Pyatt. Con la ayuda de Lloyd Muldaur, el hijo adolescente del fiscal de distrito, que voluntariamente se convierte en su "rehén", Billie Jean hace un video de sus demandas, mostrándose a sí misma con su cabello largo y rubio cortado al rape, inspirada después de ver una película. sobre Juana de Arco en la televisión (la película de 1957 Santa Juana) y un guardarropa de estilo revolucionario que incluye botas de combate, pantalones militares y una parte superior de traje de neopreno con las mangas rotas. A medida que aumenta la cobertura de los medios, Billie Jean se convierte en un ícono adolescente y los fanáticos jóvenes siguen todos sus movimientos. Ante peligros inciertos, tanto físicos como legales, Billie Jean se ve obligada a entregar a sus amigos Putter y Ophelia a la policía por su seguridad. Cuando Ringwald llega al campo de golf en miniatura abandonado donde el grupo se ha refugiado y exige saber dónde está Billie Jean, Ophelia responde desafiante: "¡En todas partes!".
Pyatt ofrece una recompensa por su detención, pero Ringwald responde con una oferta más pacífica y la promesa de reparar el scooter de Binx. Billie Jean se da cuenta de que el mejor plan es entregarse. Durante un mitin que se lleva a cabo, donde se ofrece un scooter nuevo para que Billie Jean se entregue a ella y a Lloyd, Binx se pone un vestido y finge ser Billie Jean, caminando detrás de Lloyd. Sin embargo, Hubie comienza a gritar que no es Billie Jean y la policía le dispara a Binx.
Billie Jean corre para alcanzar la ambulancia que se lleva a Binx, pero no lo logra. De repente ve un puesto con mercancía de Billie Jean, a cargo del Sr. Pyatt. Billie Jean confronta a Pyatt y logra que admita las acciones que llevaron a que le dispararan. Le da el dinero a Billie Jean, pero ella se niega a aceptarlo todo y le clava la rodilla en la entrepierna, mandándolo al suelo y derribando una antorcha cercana. Luego le dice que se quede con su dinero y que vaya a comprar a alguien más, arrojándole el dinero a la cara. Pyatt se pone de pie cuando la antorcha volcada comienza a prender fuego a sus puestos de mercancías. Los espectadores (incluido Hubie), al ver cómo se explotó a Billie Jean y su participación indirecta en él, arrojan toda la mercancía de Billie Jean al fuego que crece rápidamente y se van disgustados. Mientras la mercancía se quema, Billie Jean también se va, pero no sin antes agradecer a Ringwald y darle un beso a Lloyd. Más tarde, Billie Jean y Binx (en cabestrillo) hacen autostop en Vermont. Binx, después de quejarse del frío, admira una moto de nieve roja

## Reparto
| Actor            | Personaje   |
| ---------------- | ----------- |
| Helen Slater     | Billie Jean |
| Keith Gordon     | Lloyd       |
| Christian Slater | Binx        |
| Richard Bradford | Pyatt       |
| Peter Coyote     | Ringwald    |
| Martha Gehman    | Ophelia     |
| Yeardley Smith   | Putter      |
| Dean Stockwell   | Muldaur     |
| Barry Tubb       | Hubie       |
| Mona Lee Fultz   | Donna Davy  |
| Bobby Jones      | Kenny       |